# كاميرا استقصائية متقدمة

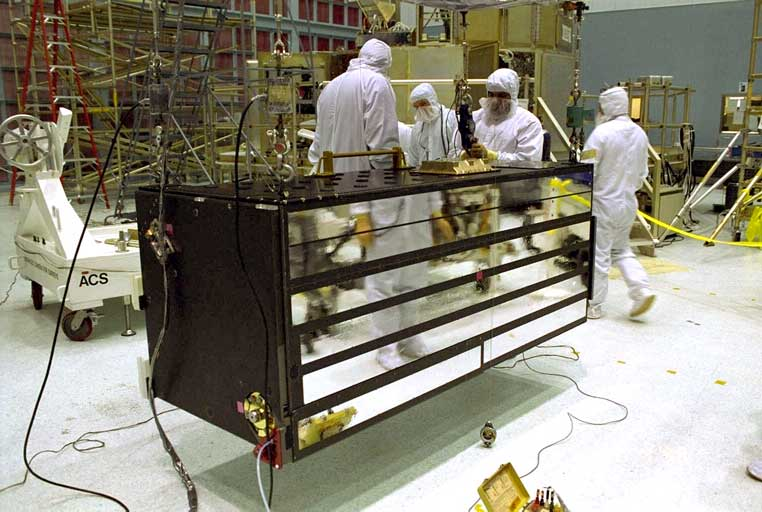
الكاميرا الاستقصائية المتقدمة في مركز غودارد لرحلات الفضاء قبل وضعها في مرصد هابل الفضائي.

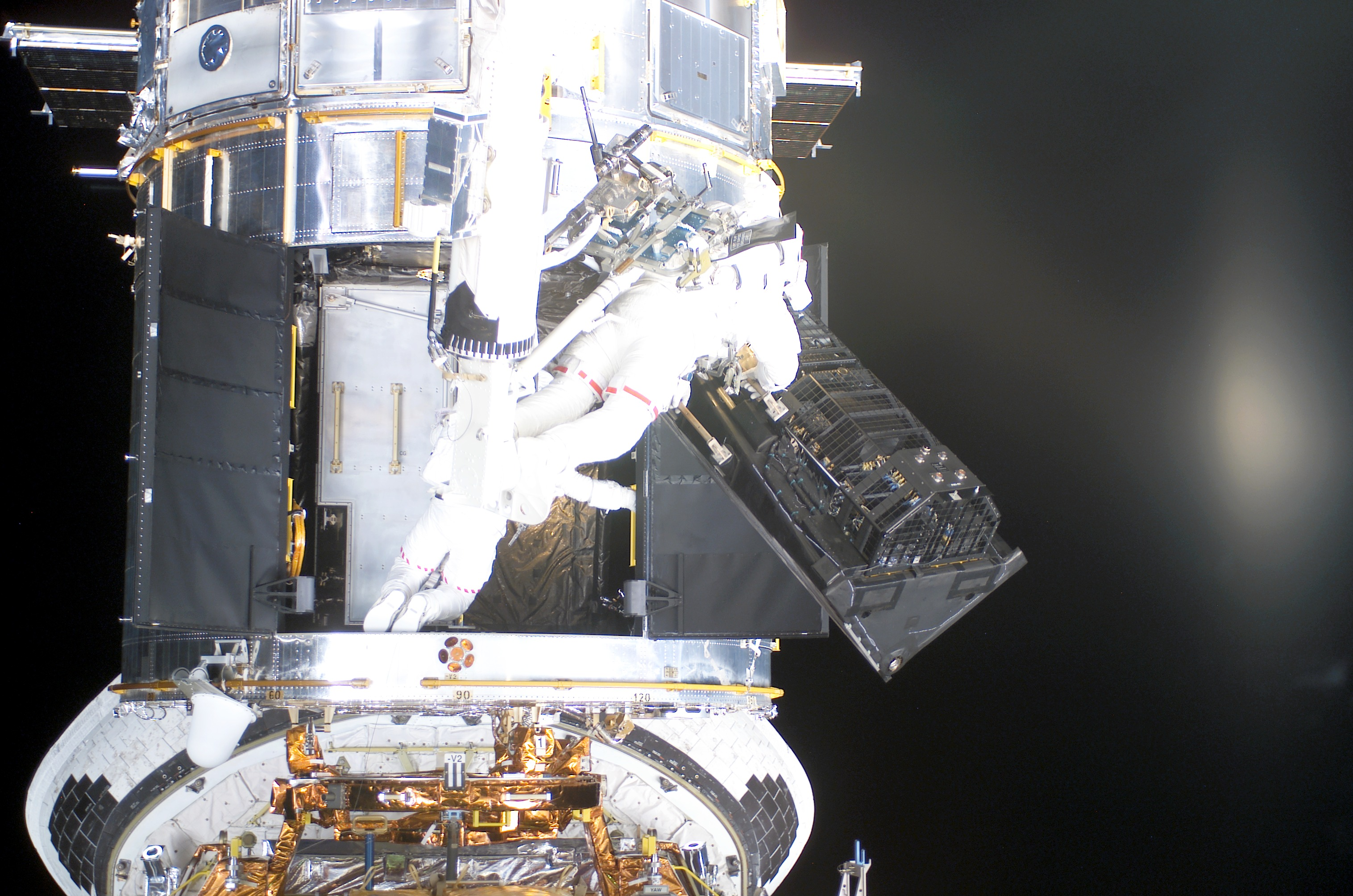
رواد الفضاء يفكون الكاميرا FOC من تلسكوب هابل الفضائي لوضع الكاميرا ACS مكانها (عام 2002).

الكَامِيرَا الاسِتقصَائِيَّة المُتَقَدِّمَة (بالإنجليزية: Advanced Camera for Surveys)‏ وتُختصر (ACS)، هي من الجيل الثالث المحوري على مرصد هابل الفضائي. تمَّ التصميم الأولي للكاميرا الاستقصائية المتقدمة من قِبل فريق من المُهندسين في جامعة جونز هوبكينز. وُضعت في هابل في بعثة الإصلاح 3B عن طريق مكُوك الفَضَاء كُولُومبيَا في شهرِ مارس من عامِ 2002. لهذه الكاميرا أهميتها بسبب وضوح حقل رؤيتها الواسع في الفضاء، يمكنها القام بما يسمى «مسح فلكي».

## معرض صور

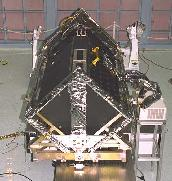
الكاميرا ACS  أثناء صناعتها.
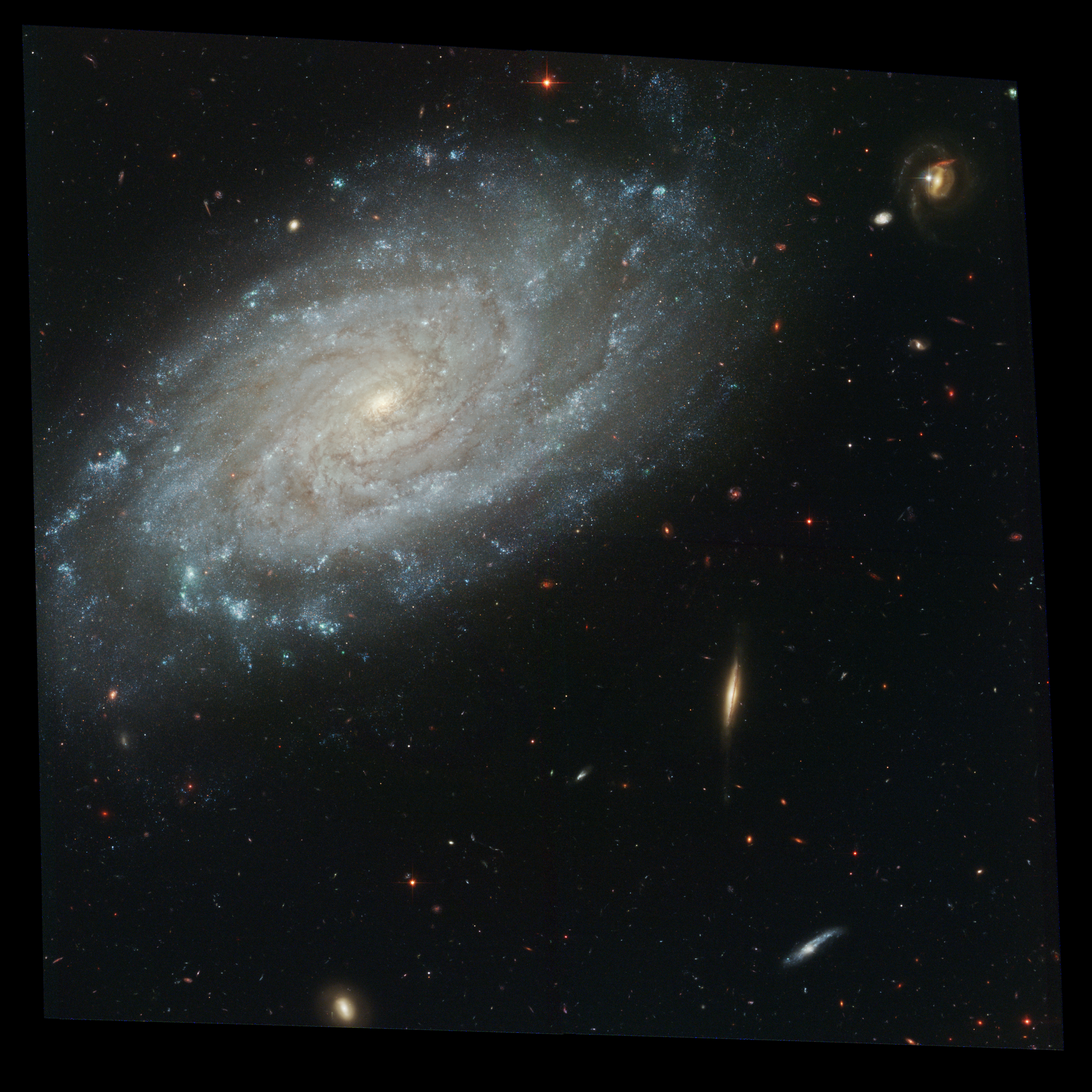
صورة ألتقطتها الكاميرا ACS  للمجرة    NGC 3370  في عام 2002. الصورة تـٌظهر المشاهدة الأخيرة التي تم التقاطها باستخدام الكاميرا المتقدمة ACS  بنية أذرع حلزونية معقدة مع مناطق ساخنة لتشكيل نجوم جديدة
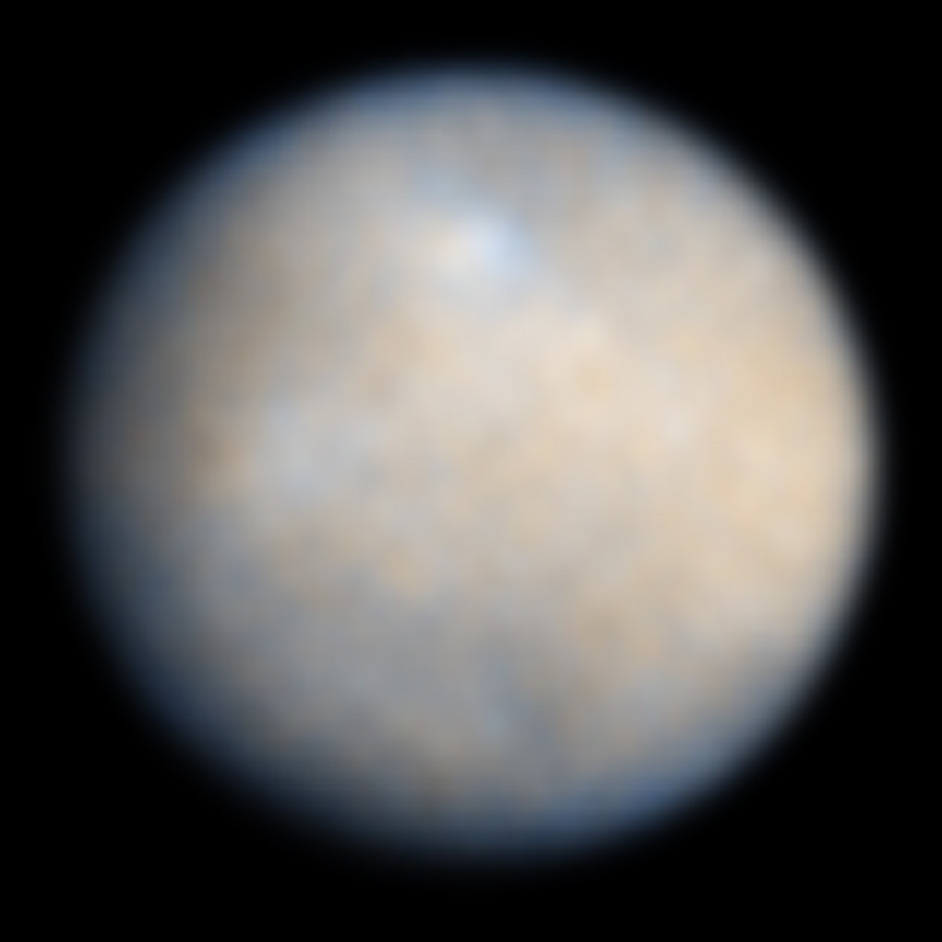
صورة التقطتها كاميرا ACS   لكوكب سيريس القزم في عام 2005 . (الدقة 18 كيلومتر لكل بكسل).